# Gobiraptor

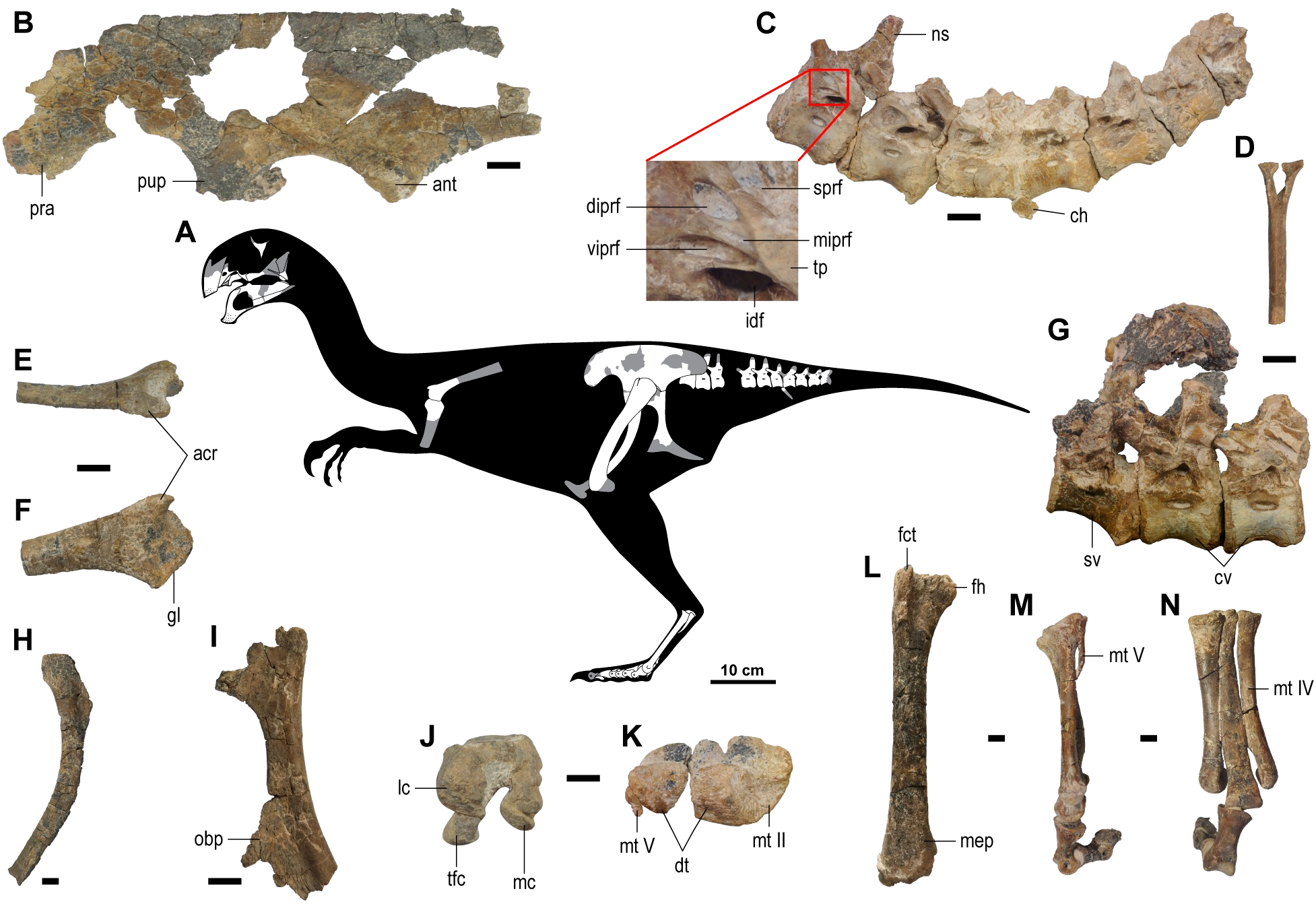
Diagram en individuele afbeeldingen van de gevonden botten

Gobiraptor minutus is een theropode dinosauriër, behorend tot de Maniraptora, die tijdens het late Krijt leefde in het gebied van het huidige Mongolië.

## Vondst en naamgeving
In 2008 vond een Koreaans-Mongoolse expeditie, de Korea-Mongolia International Dinosaur Expedition ofwel KID, een skelet van een oviraptorosauriër op de Altan Uul III-vindplaats in de provincie Ömnögovĭ in het zuiden van de Gobiwoestijn. Het fossiel werd geprepareerd door Do Kwon Kim.

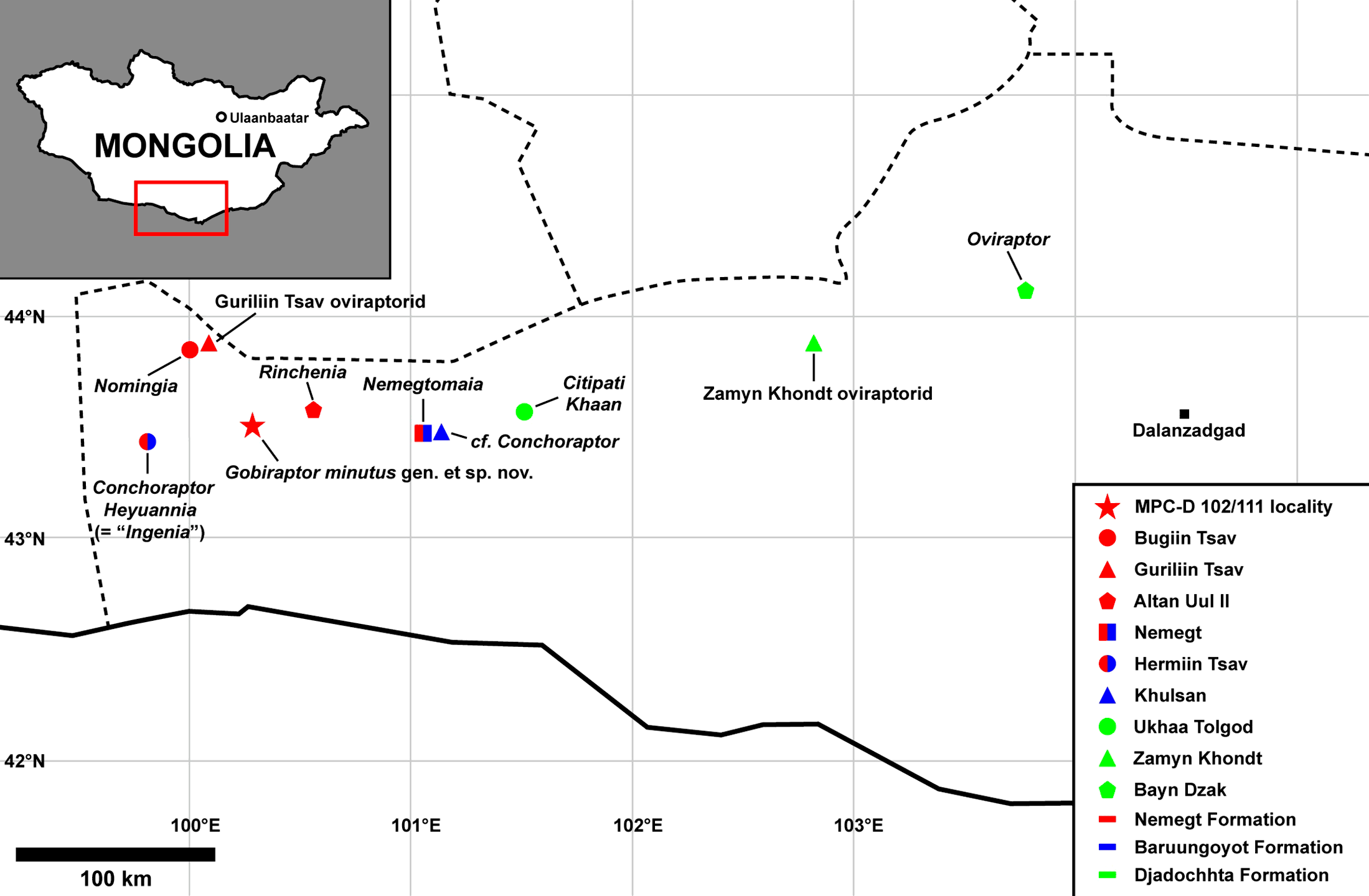
De vindplaats van Gobiraptor (rode ★) en andere oviraptoriden in de zuidelijke Gobi

In 2019 werd de typesoort Gobiraptor minutus benoemd en beschreven door Sungjin Lee, Yuong-Nam Lee, Anusuya Chinsamy, Lü Junchang, Rinchen Barsbold en Khishigjav Tsogtbaatar. De geslachtsnaam combineert een verwijzing naar de Gobiwoestijn met een Latijn raptor, "rover". De soortaanduiding betekent "de zeer kleine" in het Latijn, een verwijzing naar de geringe lichaamsomvang. Omdat de publicatie in een elektronisch tijdschrift plaatsvond, waren er Life Science Identifiers nodig voor de geldigheid van de naam. Die zijn 16FF31F-8492-4BB4-9961-53E586A136EC voor het geslacht en 53F0E7D7-EB76-4B8F-8801-AED4FE792E8C voor de soort.
Het holotype, MPC-D 102/111, is gevonden in een laag van de Nemegtformatie die vermoedelijk dateert uit het vroege Maastrichtien, ongeveer zeventig miljoen jaar oud. Het bestaat uit een gedeeltelijk skelet met schedel. Bewaard zijn gebleven: de onderzijde van de schedel, het linkerpostorbitale, de onderkaken, de laatste sacrale wervel verbonden met de twee voorste staartwervels, een reeks van zeven voorste-middelste staartwervels, chevrons, het rechterschoudergewricht met een stuk van het rechteropperarmbeen, het bekken, beide dijbeenderen en de linkervoet. Het betreft een jong dier. Botonderzoek kon geen groeilijnen vaststellen dus de leeftijd kan minder dan één jaar hebben bedragen.

## Beschrijving

### Grootte en onderscheidende kenmerken
Hoewel de titel van het beschrijvende artikel het heeft over een "baby", was het holotype nog niet zo klein, met een lengte van rum een meter. De volwassen grootte is onbekend.
De beschrijvers wisten enkele onderscheidende kenmerken vast te stellen. Sommige daarvan zijn autapomorfieën, unieke afgeleide eigenschappen. Het quadratum heeft een plat raakvlak voor het contact met het quadratojugale. De symfyse van de onderkaken, hun voorste vergroeiing, heeft aan het voorste bovenste uiteinde een extreme verdikking die daarbij op het bovenvlak naar achteren uitloopt. Elk dentarium heeft aan de binnenste bovenzijde nog een rudimentaire maalplaat met kleine aderopeningen in het slijtvlak. Het beenplateau van de maalplaat heeft aan de binnenzijde een zwak ontwikkelde richel in de lengterichting. De voorste tak van het os coronoideum steekt wigvormig in de onderzijde van de bovenste achterste tak van het dentarium.
Daarnaast is er nog een unieke combinatie van op zich niet unieke kenmerken. Het gedeelte van het dentarium vóór het zijvenster is horizontaal lang. Het dentarium heeft aan de voorkant geen onderste tak als bijdrage aan de symfyse. Er is een apart os coronoideum. Op het dijbeen is de trochanter minor van de trochanter major gescheiden door een duidelijke kloof.
De beschrijvers onderkenden het probleem dat jonge dieren eigenschappen kunnen vertonen die afwijken van volwassen dieren en zo de illusie scheppen dat het om een apart taxon gaat. Van ieder van de bovengenoemde kenmerken meenden zij dat de kans daarop gering was.

### Skelet

#### Schedel

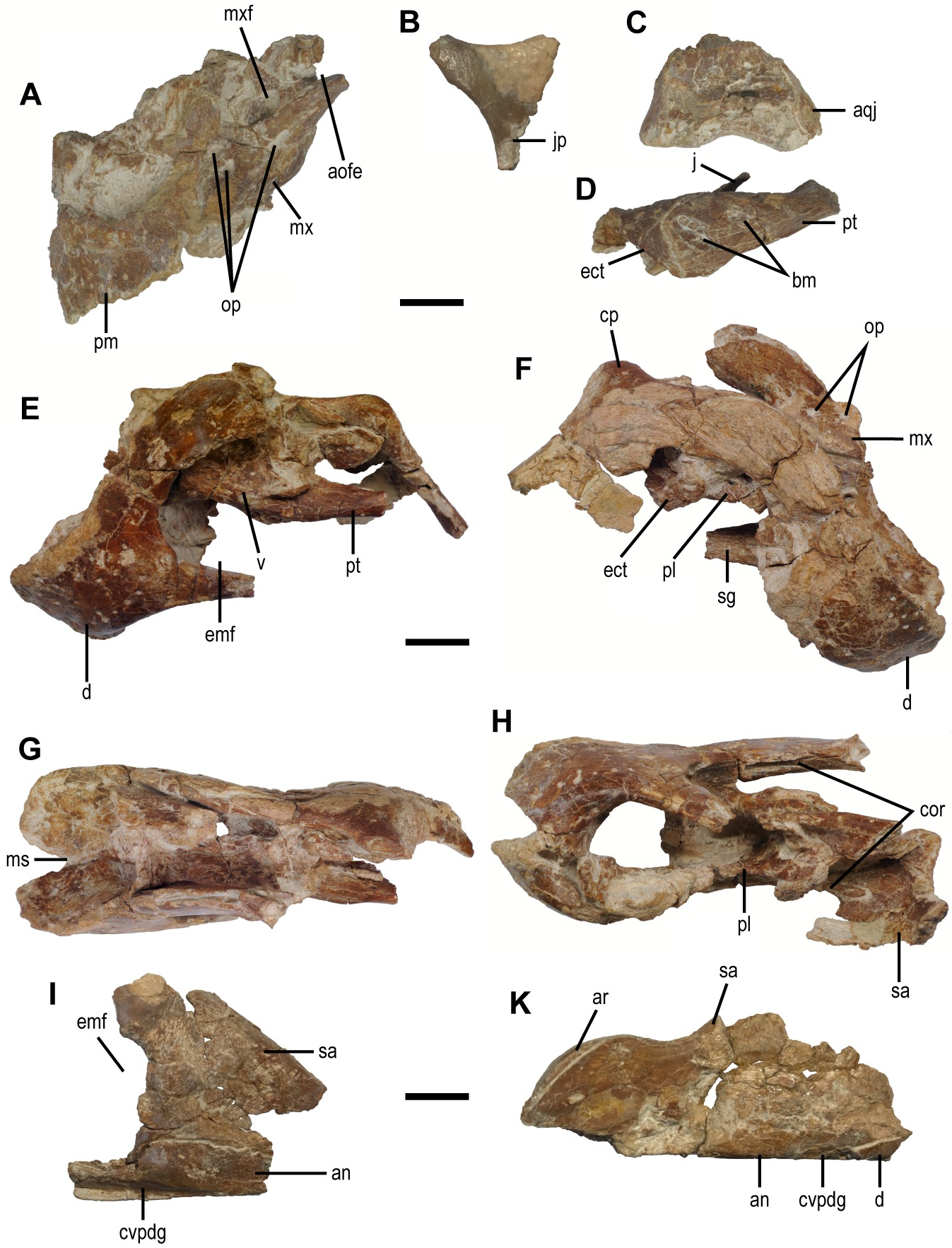
Delen van de schedel en de onderkaken

In de schedel is het voorste snuitbeen, de praemaxilla, langwerpig met een rechte snuitpunt. De onderzijde ervan is hol; samen hebben de praemaxillae van onder bezien een U-vorm. Anders dan bij de onderkaak is er bij de praemaxilla geen spoor van een rudimentaire tandrij. Hetzelfde geldt voor de maxilla, het bovenkaaksbeen. Dit element is kort. Het zet de snijrand van de praemaxilla niet recht naar achteren voort maar kromt omhoog. Op het bovenkaaksbeen is vooraan een fenestra maxillaris zichtbaar en beide maxillae worden verder doorboord door verschillende foramina van per zijde afwijkende positie, vorm, aantal en omvang. Het gaat vermoedelijk om onregelmatige pneumatiseringen zoals men die wel meer bij oviraptorosauriërs aantreft. Achteraan de schedel raakt het quadratum het quadratojugale niet met een bolling of een holte maar met een plat vlak.
Het verhemelte is bijna volledig bewaard maar toont geen bijzonderheden. Op het linkerpterygoïde zijn twee beschadigingen zichtbaar die geïnterpreteerd werden als tandafdrukken. Het bot is daar niet geheeld zodat ze aangebracht lijken te zijn tijdens het doden of het aanvreten van het kadaver.

#### Onderkaken
De onderkaken zijn vrij compleet maar wel in stukken gebroken. Ze tonen oviraptoride kenmerken zoals een groot buitenste zijvenster en een duidelijk coronoïde uitsteeksel op het angulare. Het voorste dentarium is vooraan onder een hoek van 32° naar beneden gebogen. De voorste punt buigt maar iets omhoog. De samengroeiing of symfyse van beide dentaria is uniek door een extreme verdikking van de voorzijde. Daarbij steekt het bovenvlak afwijkend naar achteren uit, doorboord door vele kleine putjes. Van de symfyse loopt over de binnenzijde van ieder dentarium een beenplateau naar achteren, begrensd door een lage richel. Zulke richels zijn bekend van Caenagnathidae maar daar zijn ze hoger. De richels lopen vooraan niet samen. Ieder beenplateau wordt doorboord door vier vrij grote ovale foramina, met de lange as in de lengterichting gericht, wellicht een rudimentair restant van tandkassen. De bovenste achterrand van de symfyse vormt samen met de beenplateaux een U-vorm. Onder die rand kromt de holle achterzijde, een rechte hoek met de bovenzijde makend, verder naar achteren tot het midden van de onderranden van beide dentaria. De binnenzijde van het dentarium is op dit punt fors uitgehold, net voor de voorste punt van het os spleniale dat de achterste binnenzijde van het dentarium bedekt. Verder is er achteraan een diepe uitholling op de onderzijde van het beenplateau. Het zijvenster is groot en halfcirkelvormig met een geleidelijk krommende voorrand. Het dentarium buigt in de richting van de voorrand van het venster niet naar beneden, veel dunner overdwars wordend, zodat de speciale verdikking van de voorzijde niet voortgezet wordt. De golvende bovenste tak van het dentarium, boven het venster, splijt in twee naast elkaar gelegen zijtakken voor het contact met het surangulare. De beschrijvers identificeerden een apart splintervormig coronoïde, verder alleen bekend van Citipati dat in de onderkant van de bovenste tak steekt; bij Citipati raakt dit de binnenzijde van de tak. Het coronoïde wringt verder naar achter op de binnenzijde van het surangulare, in een speciale groeve. De onderste achterste tak van het dentarium is dun en langgerekt, vermoedelijk achter de achterrand van het venster uitstekend als bij Rinchenia. Het spleniale loopt van de symfyse af tot over de voorzijde van het prearticulare.
Het surangulare heeft een krachtig coronoïde uitsteeksel. Naar achteren heeft het een beennaad met het articulare, de buitenkant daarvan niet volledig overlappend, anders dan bij Citipati. Het kaakgewricht wordt geheel door het articulare gevormd. Het is langwerpig, een voorwaartse beweging van de onderkaak toestaand.

#### Postcrania
De laatste sacrale wervel heeft grote pleurocoelen in de zijkanten en een lange lengtegroeve in de onderkant. De sacrale ribben zijn robuust, anderhalfmaal langer dan het wervellichaam. Ook de eerste staartwervel heeft pleurocoelen. De voorste gewrichtsuitsteeksels steken tot de helft van de lengte van de sacrale wervel naar voren, wat de beweeglijkheid van de staartbasis wat beperkt moet hebben; dit zet zich voort bij de tweede en derde wervel. Het schuin naar achteren en boven gerichte zijuitsteeksel is tamelijk lang met en driehoekige uitholling eronder, als bij Nankangia. De achterzijde van de onderkant heeft gepaarde lengterichels. De tweede staartwervel is amfiplat. Hier staat het zijuitsteeksel haaks en horizontaal. Van de derde wervel zijn alleen de voorste gewrichtsuitsteeksels bewaard die het centrum van de tweede wervel omklemmen. De staartwervels zijn niet erg lang, wat zo blijft bij de meer naar achteren gelegen reeks van zeven wervels. Dit kunnen niet de derde tot en met negende zijn maar hun precieze positie is onzeker. Naar achteren in de reeks worden de pleurocoelen kleiner en ondieper. De vrij korte doornuitsteeksels staan verticaal en achterwaarts.
Van de schoudergordel is weinig bekend behalve dat het schouderblad niet met het ravenbeksbeen vergroeid is, een teken van een jeugdige leeftijd.
Het bekken is tamelijk compleet. De darmbeenderen zijn lang. Hun voorbladen hebben een ronde onderkant die beneden de bovenkant van het heupgewricht uitsteekt. Het aanhangsel voor het schaambeen is breder in zijaanzicht dan het aanhangsel voor het zitbeen, anders dan bij Rinchenia en Ajancingenia.
Op het dijbeen is de trochanter minor vingervormig. Een vierde trochanter ontbreekt volledig.
De middenvoet is niet arctometatarsaal. Het derde middenvoetsbeen is dus niet bovenaan toegeknepen. De middenvoetsbeenderen eindigen onderaan alle in scharniergewrichten. Het eerste middenvoetsbeen is sterk gereduceerd maar draagt wel een teen. Het vijfde middenvoetsbeen is een beensplinter. Bovenaan raakt het het vierde tarsale. De voetklauwen zijn licht gekromd.

## Fylogenie

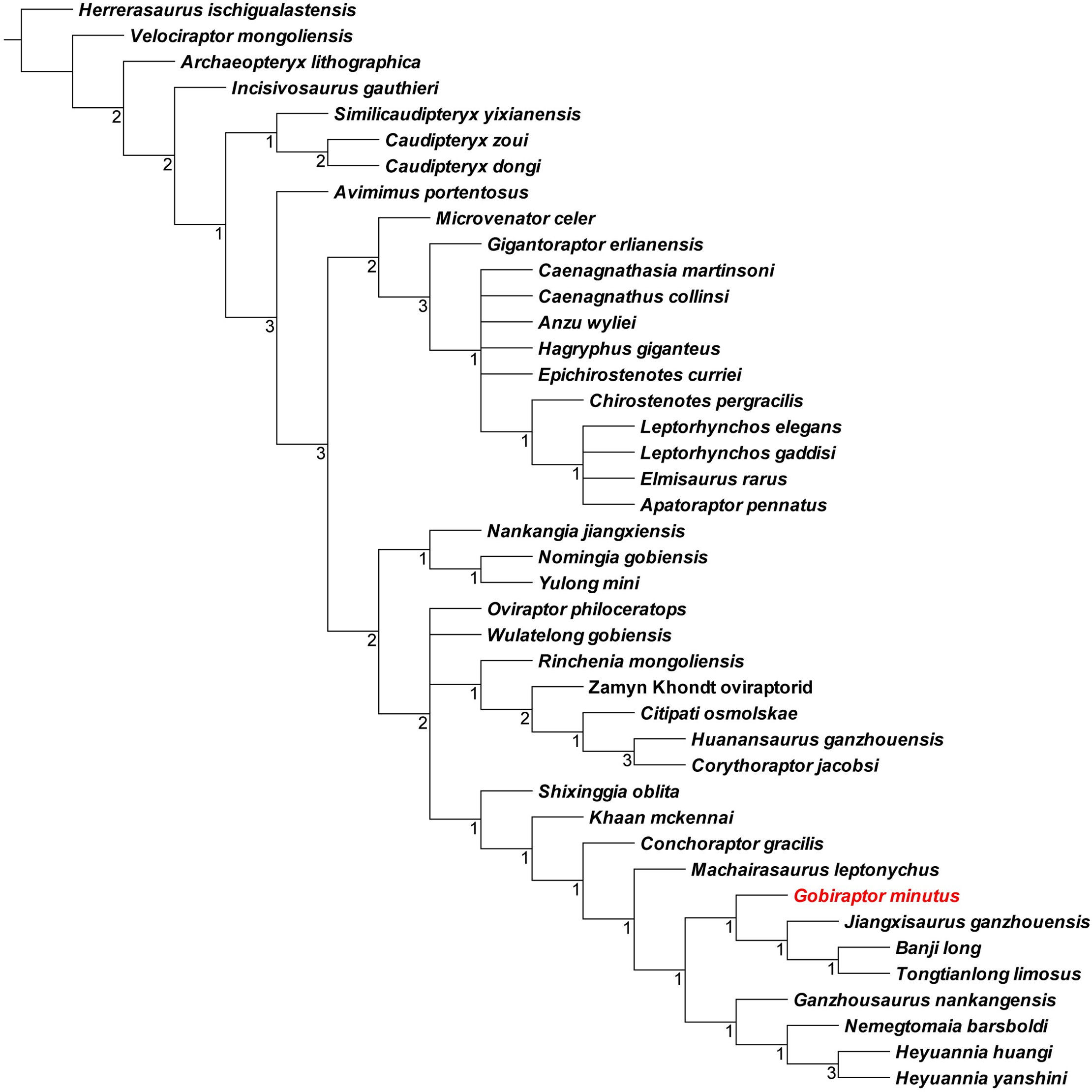
Kladogram van de studie

Gobiraptor werd binnen de Oviraptorosauria in de Oviraptoridae geplaatst. Dit was het resultaat van een exacte kladistische analyse. De uitkomst daarvan is enigszins verdacht want de onderscheidende verdikking van de voorste onderkaken komt verder in de Oviraptoridae niet voor maar wel bij de andere oviraptorosaurische hoofdgroep: de Caenagnathidae. Het zou dus kunnen zijn dat Gobiraptor een jonge caenagnathide is die door zijn geringe rijping bij een analyse toch in de Oviraptoridae uitvalt. De analyse gaf Gobiraptor als de zustersoort van een klade gevormd door Jiangxisaurus ganzhouensis, Banji long en Tongtianlong limosus.

## Levenswijze
Inclusief Gobiraptor was uit de Nemegt al een tiental oviraptorosauriërs bekend, wat in 2019 de vraag opriep welke niches ze vulden. De beschrijvers konden daar geen uitsluitsel over geven. Aangezien de voet van Gobiraptor niet arctometatarsaal was, was het dier niet sterk gespecialiseerd in een rennende levenswijze en dus geen zuivere carnivoor. De verdikte onderkaken zijn een aanpassing aan het pletten van voedsel. Dat zou uit schelpdieren en eieren hebben kunnen bestaan zoals traditioneel voor de oviraptorosauriërs verondersteld, of uit zaden.